# منير مرغوم
منير مرغوم (مواليد 7 يوليو 1976) (بالفرنسية: Mounir Margoum)‏ ممثل ومخرج أفلام فرنسي من أصل مغربي.

## مسيرته
ولد منير مرغوم سنة 1976 في مدينة كليرمون فيران بفرنسا، لعائلة من أصل مغربي. درس التمثيل في المعهد الوطني للفنون المسرحية (Conservatoire national supérieur d'art dramatique)، فوج سنة 2003. بدأ حياته المهنية على خشبة المسرح، في مسرحية تيتوس أندرونيكوس لوليام شكسبير، من إخراج (Lukas Hemleb) في مسرح جنيف. ثم عمل في مسرح نانتير- أمانديرز (Nanterre-Amandiers). 
أدّى عددا من الأعمال الكلاسيكية لجان راسين وأنطون تشيخوف، وكذلك عددا من المسرحيات المعاصرة مثل: «صعر الزرافة» (Le torticolis de la girafe) لكارين لاكروا (Carine Lacroix)، ومسرحية «كنت أريد أن أكون مصريا» للأديب المصري علاء الأسواني.
في السينما، ظهر في الإنتاج الأنجلو سكسوني مثل فيلم ترحيل في عام 2008، والسلطة الخامسة في عام 2013. وفي فرنسا، لعب أدوارًا ثانوية في أفلام: Trois mondees لكاترين كورسيني، و (L'Ombre des femmes) لفيليب جاريل، قبل أن يلعب دور البطولة في فيلم (Par accident)، مع حفصية حرزي وإيميلي ديكيني، وهو الدور الذي من خلاله فاز بجائزة الجمهور في مهرجان جان كارميت في مولينز (Festival Jean Carmet de Moulins). كما شارك في فيلم إلهيات، الذي حصل على الكاميرا الذهبية في مهرجان كان السينمائي عام 2016.
بالنسبة للتلفزيون، اشتهر بتأديته لدور قصي صدام حسين في المسلسل الإنجليزي بيت صدام سنة 2008. كما شارك في فيلم (Nuit noire 17 octobre 1961) سنة 2005، وفيلم (Monsieur Max et la rumeur) سنة 2014.

## روابط خارجية
- منير مرغوم على موقع IMDb (الإنجليزية)
- منير مرغوم على موقع ألو سيني (الفرنسية)
- منير مرغوم على موقع أول موفي (الإنجليزية)
- منير مرغوم على موقع قاعدة بيانات الأفلام السويدية (السويدية)
- منير مرغوم على موقع قاعدة بيانات الفيلم (الإنجليزية)
- منير مرغوم على موقع كينوبويسك (الروسية)